# Oscar Calics
Oscar Osvaldo Calics (Buenos Aires, 1939. november 18. –) argentin válogatott labdarúgó.
Az argentin válogatott tagjaként részt vett az 1966-os világbajnokságon és az 1967-es Dél-amerikai bajnokságon.

## Sikerei, díjai
San Lorenzo
- Argentin bajnok (1): 1968 Metropolitano

Atlético Nacional
- Kolumbiai bajnok (1): 1973